# Rasheed Akanbi
Rasheed Ibrahim Akanbi (Lagos, 9 maggio 1999) è un calciatore nigeriano, attaccante del Boluspor.

## Carriera
Ha esordito nel calcio professionistico con la maglia del Menemen, squadra della seconda divisione turca. Dopo una breve parentesi con la maglia del Kocaelispor, il 22 giugno 2022 viene acquistato a titolo definitivo dalla squadra moldava dello Sheriff Tiraspol, con cui esordisce nelle competizioni UEFA per club, giocando prima 6 partite nei turni preliminari di Champions League, poi 2 partite nei turni preliminari di Europa League e 6 partite nella fase a gironi di questa stessa competizione, al termine della quale lo Sheriff Tiraspol, arrivato terzo nel suo girone, viene ripescato in Conference League.

## Palmarès

### Club

#### Competizioni nazionali
- Campionato moldavo: 1

Sheriff Tiraspol: 2022-2023
- Coppa di Moldavia: 2

Sheriff Tiraspol: 2022-2023, 2024-2025

### Individuale
- Capocannoniere del campionato moldavo: 1

2022-2023 (8 reti)